# Helene von Krauß
Helene Freiin von Krauß (* 16. März 1870 in Wien; † 16. Juli 1950 in Millstatt) war eine österreichische Malerin. Von 1916 bis 1923 amtierte sie als Präsidentin der Vereinigung bildender Künstlerinnen Österreichs (VBKÖ).

## Leben
Helene von Krauß war das dritte von vier Kindern des k. u. k. Hof- und Ministerialrats Karl Freiherr von Krauß (1834–1905), Leiter des Generalkonsulats in Venedig sowie Sektionschef im Ministerium des Äußern, und dessen Ehefrau Anna von Krauss, geb. Freiin von Mayr (1841–1898). Sie war eine Enkelin des Justizministers Karl von Krauß und Cousine des Wiener Architekten Franz von Krauß.
Helene von Krauß erhielt ihre künstlerische Ausbildung an der Akademie in Venedig bei Ettore Tito und in Wien bei Anton Nowak. Nach dem Studium lebte sie weiterhin in ihrer Geburtsstadt Wien, wo sie in der Adlergasse 8 im 1. Bezirk wohnte. 1909 präsentierte sie eine Weibliche Halbfigur bei der 33. Ausstellung der Wiener Secession.
1910 gehörte Krauß zu den Gründerinnen der Vereinigung bildender Künstlerinnen Österreichs in Wien und übernahm dort das Amt der Vizepräsidentin. Regelmäßig beteiligte sie sich an deren Ausstellungen. Von 1916 bis 1923 war sie Präsidentin der Vereinigung, danach Schriftführerin. Weiters amtierte sie als Präsidentin des Vereins „Künstlerheim Ollersbach“.
Krauß unternahm Studienreisen nach Italien und Kärnten, wo sie Motive für einige ihrer Werke fand. Sie unterrichtete Zeichnen und Malen in ihrem Atelier und gab in den 1920er Jahren Abendkurse für die „Vereinigung der arbeitenden Frauen“. 1928 wurde ihr Antrag auf Errichtung einer Privatschule für Zeichenkurse in der Linken Wienzeile 4 genehmigt.
1932 erhielt Krauß für ihr Gesamtschaffen (mit speziellem Hinweis auf ihre zuvor in einer VBKÖ-Ausstellung gezeigten Werke) den Ehrenpreis der Stadt Wien.
Auch in der Zeit, als die VBKÖ in „Vereinigung Bildender Künstlerinnen der Reichsgaue der Ostmark im Großdeutschen Reich“ umbenannt war, nahm Krauß an deren Ausstellungen teil. Sie wandte sich dem Nationalsozialismus zu und publizierte 1939/1940 zwei illustrierte Huldigungsbücher an Adolf Hitler. Ab 1944 lebte sie in der kä́rntnerischen Gemeinde Millstatt.
Nach Ende des Zweiten Weltkriegs war Krauß weiter am Ausstellungsbetrieb der VBKÖ beteiligt. Sie starb 1950 im Alter von 80 Jahren in Millstatt.

## Werk

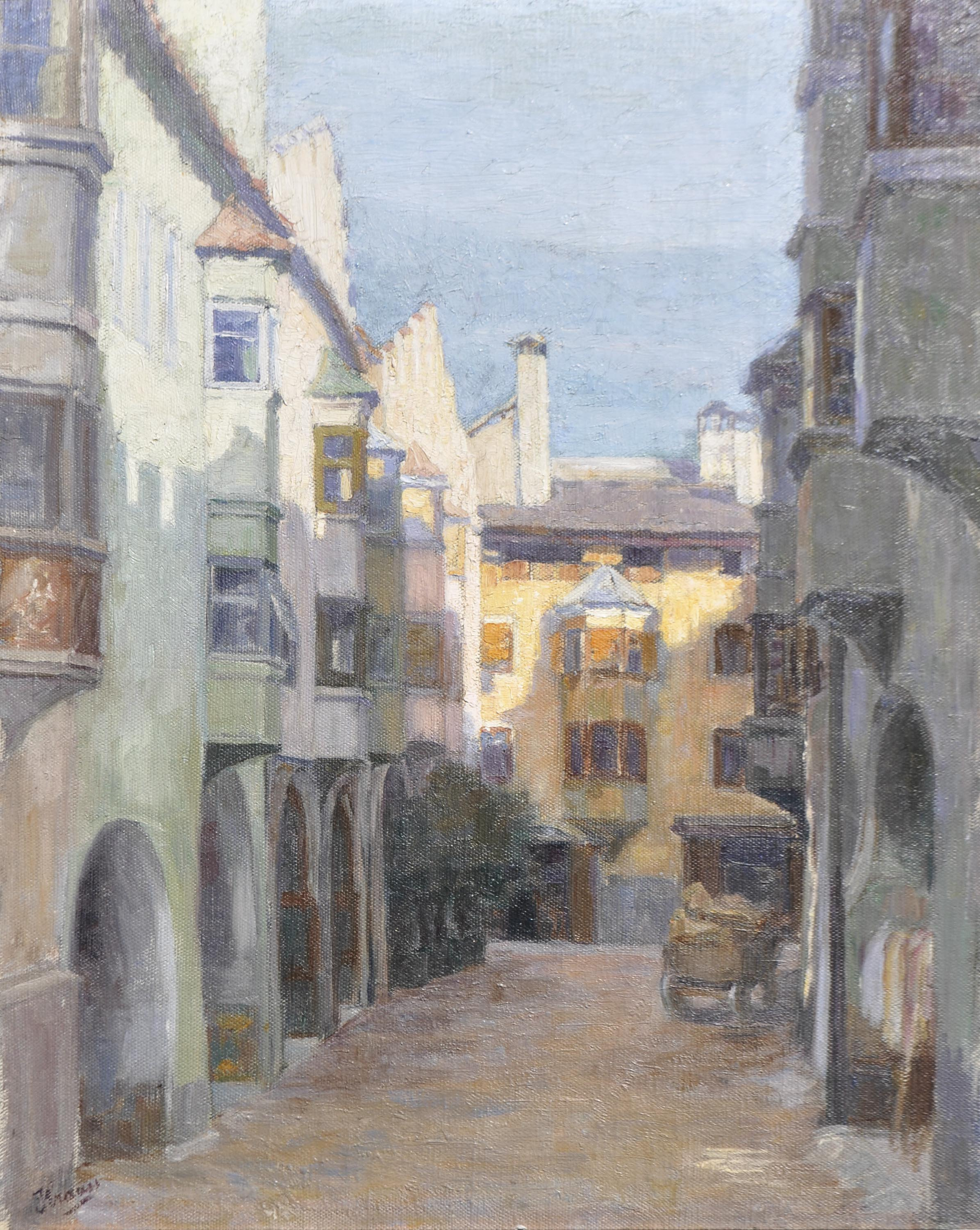
Helene von Krauß: Lauben in Brixen

Helene von Krauß malte Landschaften und Porträts in Öl und Aquarell. Ihre Motive fand sie unter anderem in italienischen Landschaften, Venedig, Südtirol und Wien (Alt-Wiener Studien). Zunächst oft von düsterer und schwermütiger Stimmung, werden ihre Arbeiten später heiterer, z. B. sonnige Strandbilder. Zu ihrem Gesamtwerk gehören auch farbige Holzschnitte und Zeichnungen sowie Kostümentwürfe. Werke von ihr befinden sich unter anderem in der Sammlung des Museums der Stadt Wien.
Helene von Krauß veröffentlichte zwei Bücher, in denen sie Adolf Hitler huldigte: Des Führers Jugendstätten (1939, mehrere Auflagen) und Wir danken unserem Führer! (1940). Für Recherchen zu dem 50-seitigen Buch Des Führers Jugendstätten, war sie bereits während des NSDAP-Verbots in Österreich an Orte der Kindheit und Jugend Hitlers (u. a. Braunau am Inn, Lambach, Leonding, Linz, Steyr) gereist. Der schlicht gehaltene Text bildet den Rahmen für 16 von Krauß angefertigte Illustrationen (Federzeichnungen und Aquarelle).
Helene von Krauß ist nicht zu verwechseln mit der Wiener Künstlerin Helene Bogdan-Krauss, die bis zu ihrer Heirat 1899 ebenfalls unter dem Namen Helene Krauss wirkte, ab 1893 mit Pastellbildnissen, Elfenbein- und Porzellan-Miniaturen an Ausstellungen teilnahm und 1938 in die USA emigrierte. Ein in der Literatur zu Helene von Krauß erwähntes Porträt von Erzherzog Joseph Ferdinand, das 1898 auf der Jubiläums-Kunstausstellung der Vereinigung Künstlerhaus Wien gezeigt wurde, wird an anderer Stelle als Pastellbildnis Bogdan-Krauss zugeschrieben.
Künstlerische Werke (Auswahl)
- Wiener Vorstadthof und Oberbayerische Landschaft, Öl, 1910 Ausstellung VBKÖ[16]
- Aus dem verschwindenden Wien (Hof eines Hauses in Lichtental), um 1910, Öl auf Leinwand, 72 × 55, Signatur „KRAUSS“, 1911 Ausstellung VBKÖ und Ankauf Fürst Liechtenstein,[17] Sammlung Historisches Museum der Stadt Wien[18]
- Wachau, Brixen, Malborghet, 1911 Ausstellung Österreichischer Künstlerbund[19]
- Dame in Gelb, Öl, 1912 Ausstellung VBKÖ[20]
- Hof in Simmering, Zeichnung, 1917 Ausstellung VBKÖ
- Proletarierhof, Öl, 1917 Ausstellung VBKÖ[21]
- Dominikanerbastei, farbige Zeichnung, 1917 Ausstellung VBKÖ
- Mutter und Kind, Gemälde, 1917 Ausstellung VBKÖ
- Brettldiva, Öl, und Franz Josefs-Kai in Wien, 1920 Ausstellung VBKÖ[22]
- Waldlichtung, 1923 Ausstellung VBKÖ
- Trübe Stimmung und Vorfrühling in Millstadt, 1926 Ausstellung Vereinigung donauländischer Künstler[23]
- Blick auf Neulengbach, 1927 Ausstellung VBKÖ
- Frühling im Sarccatal, 1932 Ausstellung VBKÖ
- Im Hafen, Holzschnitt, 1935 Preis bei Hörer-Prämiierung der Ravag[24]
- Schönlaterngasse
- Ansicht einer Kirche, Öl auf Leinwand, 60 × 47,5 cm, signiert
- Vorfrühling, 25,3 × 25, im Blatt signiert „Krauss“, bez. „Handprint“, Archiv der VBKÖ
- Roses, 20 × 15,5, signiert „Helene Krauss“, bez. „Handprint; Monotypie“, Archiv der VBKÖ
- Church of Grinzing, 22 × 24,6, im Blatt signiert „Krauss“, bez. „Handprint“, Archiv der VBKÖ
- Dorfblick, 21,5 × 28,5, im Blatt signiert „Krauss“, bez. „Handprint“, Archiv der VBKÖ[25]

Publikationen (Auswahl)
- Einiges über Künstlerinnen. In: Die Frau, 19. April 1919, S. 5–6 (online bei ANNO).
- Die Vereinigung bildender Künstlerinnen Österreichs. In: Die Österreicherin. Jg. 3 (1930), Nr. 4, S. 8–9 (online).
- Des Führers Jugendstätten. Mit 16 Bildern der Verfasserin. Kühne, Wien 1939.
- Wir danken unserem Führer! Kühne, Wien 1940.

## Ausstellungen (Auswahl)
- 1909: Wiener Secession
- 1910–1913, 1916–1917, 1919–1923, 1925–1932, 1934, 1936, 1941–1942, 1948: Vereinigung bildender Künstlerinnen Österreichs
- 1911: Österreichischer Künstlerbund
- 1915: Künstlerbund Wien
- 1915: Wirtschaftsverband bildender Künstler Österreichs, Zedlitzhalle, Wien
- 1923, 1924, 1926: Vereinigung donauländischer Künstler, Theseustempel, Wien
- 1928: Verein der Schriftstellerinnen und Künstlerinnen Wien
- 1930, 1931, 1932: Theseustempel, Wien
- 1933: Kunstgemeinschaft, Glaspalast des Burggartens, Wien
- 1940: Künstlerisches Frauenschaffen, Wiener Sezession[26]
- 1999: Blickwechsel und Einblick: Künstlerinnen in Österreich. Aus der Sammlung des Historischen Museums der Stadt Wien, Hermesvilla, Historisches Museum der Stadt Wien
- 2003: Johann II. von und zu Liechtenstein. Ein Fürst beschenkt Wien, 1894–1916, Historisches Museum der Stadt Wien